# 리얼 바웃 아랑전설 스페셜
《리얼 바웃 아랑전설 스페셜》은 일본 개발사 SNK에서 제작한 1997년 아케이드 대전 격투 게임이다. 《아랑전설》 시리즈 여섯 번째 게임으로 자사의 아케이드 기판 네오지오로 개발됐다. 서양 지역에서는 《리얼 바웃 페이탈 퓨리》라는 제목으로 출시됐다.
《리얼 바웃 아랑전설 스페셜》은 이야기가 존재하지 않는 일종의 '드림 매치' 게임으로, 전작 《리얼 바웃 아랑전설》에서 사망한 기스 하워드를 포함해 텅푸루, 볼프강 크라우저 등 시리즈 주요인물들이 재출연해 총 24명의 캐릭터가 등장한다. 《리얼 바웃 아랑전설》과 비교했을 때 게임플레이상 큰 차이가 있는데, 3버튼 공격 체계는 그대로 유지했지만 《아랑전설 3》에서 도입한 3라인 시스템을 폐지하고 다시 2라인으로 줄어든 것이 주요한 특징이다. 또한 플레이어 캐릭터들의 기술들이 대폭 추가 및 변경됐고, 링아웃이 사라진 대신 상대방을 구석에 몰고 공격시 벽이 파괴됐을 때 상대방이 일시적으로 기절 상태가 돼 추가 공격을 넣을 수 있게 되는 등 다양한 변화가 있었다.
1997년 1월 28일 아케이드로 처음 출시된 후 같은 해 초에 가정용 네오지오 콘솔 및 네오지오 CD와 세가 새턴으로 이식판이 발매됐다. 1998년에는 가이브레인이 개발한 게임보이판이 《열투 리얼 바웃 아랑전설 스페셜》이라는 제목으로 일본에서만 출시됐다. 게임보이판의 경우 12명의 플레이어 캐릭터만 존재하나 대신 《더 킹 오브 파이터즈》의 야가미 이오리가 숨겨진 캐릭터로 등장한다.
또한 1998년에는 플레이스테이션으로 일종의 개선판인 《리얼 바웃 아랑전설 스페셜: 도미네이티드 마인드》가 일본에서 출시됐다. 《도미네이티드 마인드》에 앞서 출시됐던 《아랑전설》 시리즈 후속작 《리얼 바웃 아랑전설 2》의 숨겨진 캐릭터였던 알프레드와 《도미네이티드 마인드》만의 새로운 보스 화이트가 추가됐으며, 그 외에 라인 시스템이 완전히 삭제돼 항상 같은 라인에서 대전이 이뤄지고 캐릭터별로 새로운 기술이 추가되는 여러 변경점들이 존재한다.
원작 아케이드판 《리얼 바웃 아랑전설 스페셜》은 이후 플레이스테이션 2로 발매된 합본 《아랑전설 배틀 아카이브스 Vol. 2》에 수록되고 버추얼 콘솔을 포함한 디지털 플랫폼들을 통해 재출시됐다.

## 등장인물
플레이어 캐릭터
- 테리 보가드
- 앤디 보가드
- 조 히가시
- 시라누이 마이
- 모치즈키 소카쿠
- 밥 윌슨
- 혼푸
- 블루 마리
- 프랑코 바쉬
- 야마자키 류지
- 진충레이
- 진충슈
- 김갑환
- 덕 킹
- 텅푸루
- 쳉 신잔

중간 보스
- 빌리 칸
- 로렌스 블러드

보스
- 볼프강 크라우저 폰 슈트로하임

CPU 전용 캐릭터
- 기스 하워드

## 발매
아케이드판의 경우 네오지오 시스템으로 1997년 1월 28일에 출시됐다.

### 《리얼 바웃 아랑전설 스페셜: 도미네이티드 마인드》
1998년 6월 25일 유메코보가 플레이스테이션 기종으로 개발한 이식 및 개선판 《리얼 바웃 아랑전설 스페셜: 도미네이티드 마인드》이 일본에서만 출시됐다.

## 반응
일본 잡지 게임 머신 1997년 3월 1일자에서 《리얼 바웃 아랑전설 스페셜》이 그 해 가장 인기가 많은 아케이드 게임으로 선정됐다. 패미통에 따르면 네오지오 AES 및 네오지오 CD판이 발매 첫주동안 각각 9,169장, 20,246장의 판매량을 기록했다.

## 참조
1. ↑  일본어: リアルバウト餓狼伝説SPECIAL
2. ↑  영어: Real Bout Fatal Fury Special
3. ↑  일본어: 熱闘リアルバウト餓狼伝説SPECIAL
4. ↑  일본어: リアルバウト餓狼伝説スペシャルドミネイテッドマインド